# Timiskaming—Cochrane (circonscription provinciale)
Circonscription électorale provinciale du Canada
Timiskaming—Cochrane est une circonscription provinciale de l'Ontario représentée à l'Assemblée législative de l'Ontario depuis 1999.

## Géographie
La circonscription comprend:
- La ville de Temiskaming Shores, Cobalt, Iroquois Falls, Cochrane, Englehart, Kirkland Lake, Latchford et une partie de la ville de Grand Sudbury
- Les municipalités de Charlton et Dack, Marstay-Warren, St. Charles, Temagami, French River et West Nipissing
- Les cantons d'Armstrong, Black River-Matheson, Brethour, Casey, Chamberlain, Harley, Harris, Hilliard, Hudson, James, Kerns, Larder Lake, Matachewan et Mcgarry
- Le village de Thornloe

Les circonscriptions limitrophes sont Nickel Belt, Nipissing, Timmins et Parry Sound—Muskoka.

## Historique
| Législature | Années        | Député | Député            | Parti         |
| --- | ------------- | ------ | ----------------- | ------------- |
| Timiskaming—Cochrane Circonscription issue de Cochrane-Nord, Cochrane-Sud, Nickel Belt, Sudbury-Est et Nipissing |               |        |                   |               |
| 37e | 1999-2003     |        | David Ramsay (en) | Libéral       |
| 38e | 2003-2007     |        | David Ramsay (en) | Libéral       |
| 39e | 2007-2011     |        | David Ramsay (en) | Libéral       |
| 40e | 2011-2014     |        | John Vanthof      | Néo-démocrate |
| 41e | 2014-2018     |        | John Vanthof      | Néo-démocrate |
| 42e | 2018-2022     |        | John Vanthof      | Néo-démocrate |
| 43e | 2022-2025     |        | John Vanthof      | Néo-démocrate |
| 44e | 2025-en cours |        | John Vanthof      | Néo-démocrate |

## Circonscription fédérale
Depuis les élections provinciales ontariennes du 4 octobre 2007, l'ensemble des circonscriptions provinciales et des circonscriptions fédérales sont identiques. Cependant, les circonscriptions du Nord de l'Ontario diffèrent des circonscriptions fédérales.
Une ancienne circonscription fédérale nommée Timiskaming—Cochrane a existé de 1997 à 2003.